# Город ангелов (мюзикл)
Город ангелов (англ. City of Angels) — мюзикл композитора Сая Коулмэна на слова Дэвида Зиппеля и по оригинальному сценарию Ларри Гельбарта. Премьера состоялась 11 декабря 1989 года в Virginia Theatre, Бродвей, Нью-Йорк. Постановщик и хореограф — Боб Фосс. Оригинальная постановка была выдвинута на премию «Тони» в 11 номинациях, получила 6 премий.

## Действующие лица
- Стайн — молодой литератор, сценарист (в жизни[2]);
- Стоун — частный детектив (в кино);
- Бадди Фидлер — кинематографический магнат (в жизни) // Ирвин С. Ирвинг — кинематографический магнат (в кино);
- Алаура Кингсли — светская дама (в кино) // Карла Хейвуд — жена Бадди Фидлера (в жизни)
- Ули — секретарша Стоуна (в кино) // Донна — секретарша Фидлера (в жизни)
- Меллори Кингсли — приёмная дочь Алауры Кингсли (в кино)
- Габби — жена Стайна (в жизни) // Бобби — недорогая певичка (в кино)
- квартет «Angel City 4»[3]

## Сюжет
Действие фильма происходит в Лос-Анджелесе в конце 1940-х годов. Молодой литератор Стайн по заказу киностудии готовит для постановки сценарий-адаптацию своего детективного романа. Одновременно в другой половине сцены развиваются события будущего фильма. Реальный и кинематографический миры разделены стилем декораций. Первый — красочный и яркий, с городскими пейзажами. Второй — чёрно-белый постер кинофильма в стиле нуар. Звучит главная тема «Города ангелов».
Вымышленный частный детектив Стоун лежит на больничной каталке с пулей в плече. Тяжёлые мысли одолевают его. Он страдает от хронической привязанности к красивым женщинам и постоянной нехватки денег из-за разборчивости в заказах по моральным соображениям. Мысленно он переносится на неделю назад, когда его секретарша Ули доложила о приходе светской дамы Алауры Кингсли. Миссис Кингсли поручает ему разыскать свою приёмную дочь — красивую «плохую» девушку Меллори…
В этот момент в «реальном» мире появляется мужчина с печатной машинкой. Актёры в киномире переигрывают сцену с небольшими изменениями. Они подчинены замыслам появившегося персонажа — Стайна, автора популярных детективных романов, работающим над своим первым сценарием-адаптацией. Как и Стоун, Стайн не равнодушен к женщинам, но гораздо менее разборчив в способах заработка. В настоящее время он работает на кинематографического магната Бадди Фидлера. Бадди — харизматичный режиссёр и продюсер с авторитарными методами руководства и безграничным эго. Хотя он и утверждает, что является поклонником романа, заставляет писателя перерабатывать эпизод за эпизодом. Жена Стайна Габби призывает его к твёрдости авторской позиции. В этот момент возникает твёрдая взаимосвязь реальности и фантазии, когда Ули (из кино) и Габби (из жизни) дуэтом рассказывают, чего мы не знаем про женщин.
Сюжет возвращается в кино, где Стоун в одиночестве в своём мрачном жилище слушает по радио популярного певца Джимми Пауэрса и квартет «Angel City 4», которые исполняют номер Прислушайся к себе. В этот момент в дверь вламываются два громилы и жестоко избивают Стоуна. В это же время Бадди Фидлер читает этот эпизод в сценарии. Мы видим, что его секретарша Донна — это Ули (из кино). Продюсер ворчит, что ему приходится вникать во все мелочи. Следует номер Система Бадди. Возвращаясь в мир фантазий, мы знакомимся с лейтенантом полиции Муньосом, бывшим коллегой Стоуна, и возлюбленной детектива недорогой певичкой Бобби (её образ Стайн скопировал со своей жены Габби). Девушка исполняет номер С каждым вздохом. Бобби хочет славы больше, чем любви. Когда-то Стоун застал её с голливудским продюсером (образ скопирован, безусловно, с Фидлера), который тут же умер от сердечного приступа, спровоцированного двумя пулями. Недоказанное дело замяли, но Муньос не забыл Стоуну такой уход из полиции.
Стоун, злой после избиения, приезжает в особняк к Алауре, где знакомится ещё с некоторыми подозрительными персонажами: озабоченным похотью приёмным сыном, престарелым мужем, разбитым полиомиелитом и шарлатаном-спиритуалистом. Жадность и злоба царят в поместье. Но Стоун из-за шарма Алауры и обещанного гонорара держит себя в рамках приличия. Следует номер Теннис. Детектив продолжает поиск «пропавшей» Меллори, падчерицы миссис Кингсли, и с удивлением обнаруживает её обнажённой у себя в постели (номер Бюро находок). Но Стоуну удаётся устоять против искушения… Чего нельзя сказать о его авторе. Когда Габби уезжает по делам в Нью-Йорк, Стайн находит пристанище в постели Донны.
Меллори удаётся украсть пистолет Стоуна. Позже будет обнаружено, что убит шарлатан-спиритуалист из особняки Кингсли. Для убийства использовали именно оружие детектива. Муньос с удовольствием арестовывает Стоуна. Стайн под нажимом продюсера меняет сцену за сценой. Уже сам герой — Стоун открыто выражает своё недовольство и обвиняет автора в мягкотелости. Они вступают в спор под свинговый аккомпанемент биг-бэнда, где каждый утверждает: Ты ничто без меня. Конец первого акта.
Звучит композиция Останься со мной в декорациях спальни Алауры… Нет, её прототипа из жизни — жены Фидлера Карлы Хейвуд. В это время Стоун томится в тюрьме, поддерживаемый только верной Ули и её жизненным прототипом Донной: Ты всегда можешь рассчитывать на меня. Кто-то неизвестный освобождает Стоуна, внеся залог.
В телефонном разговоре становится понятно, что Габби известна связь мужа с Донной. Стайн летит в Нью-Йорк с извинениями, но вопреки ожиданиям, что Это должно подействовать, Габби отвергает его.
Стоун начинает борьбу за своё честное имя. Это приводит его в бордель, где он встречает Бобби. Зрители узнают, что это она ранее убила продюсера, а Стоун лишь покрывал её всё это время. Снова звучит тема их любви С каждым вздохом.
Тем временем Ули находит информацию, что Алаура ранее уже овдовела при загадочных обстоятельствах. Сейчас перед вступлением в новое наследство её нынешнего мужа-инвалида стоят только приёмные дочь и сын. Стоун едет в особняк, где сталкивается с Алаурой. Женщина выхватывает пистолет, возникает короткая борьба, раздаются выстрелы и она падает замертво. Стоун тяжело ранен. Мы возвращаемся к началу спектакля, когда детектив сидит в каталке с забинтованной рукой.
В это время Стайн отвергнут женой, предан любовницей Донной (во время его отсутствия она завершила сценарий по указке Фидлера). Эмоции берут верх. С горькой иронией он исполняет номер Забавно. Прибыв на съёмочную площадку, Стайн с ужасом узнаёт, что автором его сценария является Бадди, на роль его «крутого» детектива взяли популярного певца Джимми Пауэрса. Автор в бешенства рвёт сценарий. На него набрасываются два охранника студии. В это время на подмогу своему творцу из кинематографического мира приходит детектив Стоун. Он печатает на машинке текст, которым придаёт Стайну силу супергероя. Тот легко одолевает охранников. Своими решительными действиями Стайн возвращает себе любовь жены и Габби прощает ему всё. Звучит финальный номер Я ничто без тебя.

## Музыкальные номера
| Акт I - Главная тема «Город ангелов» - Дуэт (англ. Double Talk) — Алаура Кингсли и Стоун - Дуэт (англ. Double Talk ) — Бадди Фидлер и Стайн - Чего вы не знаете о женщинах (англ. What You Don't Know About Women) — Габби и Ули - Прислушайся к себе (англ. Ya Gotta Look Out For Yourself ) — квартет «Angel City 4» - Система Бадди (англ. The Buddy System) — Бадди Фидлер и Донна - С каждым вздохом (англ. With Every Breath I Take) — Бобби - Теннис (англ. The Tennis Song ) — Алаура Кингсли и Стоун - Бюро находок (англ. Lost And Found) — Мелори Кингсли - Остаётся только ждать (англ. All Ya Have To Do Is Wait ) - Ты ничто без меня (англ. You're Nothing Without Me) — Стоун и Стайн | Акт II - Останься со мной (англ. Stay With Me) — квартет «Angel City 4» - Ты всегда можешь рассчитывать на меня (англ. You Can Always Count On Me) — Ули - Ты всегда можешь рассчитывать на меня (англ. You Can Always Count On Me) — Донна - Тема Алауры — Хор и оркестр - Это должно подействовать (англ. It Needs Work) - Лос-Анджелес Блюз (англ. L.A. Blues) — оркестр - С каждым вздохом (англ. With Every Breath I Take) — Стоун и Бобби - Забавно (англ. Funny) — Стайн - Я ничто без тебя (англ. I'm Nothing Without You) — Стайн, Стоун, Габби - Эпилог: тема «Город ангелов» |

## Награды и номинации
Спектакль получил 6 премий Тони из 11 номинаций, в том числе как лучший мюзикл года, за лучший сценарий, мужскую роль и лучшие декорации.